# Ulica Wrocławska w Poznaniu
Ulica Wrocławska – ulica w Poznaniu na Starym Mieście, na osiedlu samorządowym Stare Miasto biegnąca od Starego Rynku w kierunku południowym. W średniowieczu nosiła nazwę Wrocławska, do 1919: Breslauer Strasse, 1919–1939: Wrocławska, 1939-1945: Torstrasse, od 1945: Wrocławska.

## Historia
Trakt został wytyczony w 1253, wraz z lokacją miasta lewobrzeżnego. Stanowił główny wyjazd z miasta na południe i zachód, stanowiąc najważniejszą arterię łączącą Poznań z centrum Europy (rola ta zmalała dopiero po przebiciu w XIX wieku ulicy Paderewskiego). W okresie średniowiecza zamieszkiwali tutaj głównie piwowarzy, rzeźnicy i bednarze, a bliżej Starego Rynku kupcy i sukiennicy. W XV i XVI wieku przy Bramie Wrocławskiej funkcjonował szpital dla trędowatych fundacji Gertrudy Reszlowej. W latach 1797–1799 murarz Schildener odkupił od miasta część Bramy Wrocławskiej (tzw. bastion) i urządził w tym miejscu bardzo modną kawiarnię z bilardem. 
W 1938 wyburzono dwa budynki wschodniej pierzei i wykonano przedłużenie ulicy Podgórnej ku Placowi Bernardyńskiemu, co zniwelowało hak ulicy Wrocławskiej, sięgającej wcześniej aż do początku obecnej ulicy Półwiejskiej. Numerację budynków na tym odcinku zmieniono dopiero w 1948. 
Od 1 maja 2012, ulica jest deptakiem, udostępnionym pieszym i rowerzystom. Mieszkańcy, którzy parkują w podwórzach kamienic oraz samochody dostawcze w godz. 6-11, mogą się po niej poruszać bez przeszkód.

## Obiekty
Pod numerem dziewiątym stoi okazała kamienica wielkomiejska z 1898 wzniesiona na miejscu dwóch mniejszych, wcześniejszych budynków. Jej fasada cechuje się bogatym wystrojem sztukateryjnym charakterystycznym dla końca XIX wieku w Poznaniu. Kamienica szczytowa pod numerem jedenastym pochodzi z XV wieku. W połowie XVI wieku zakupił ją twórca poznańskiego ratusza, Jan Baptysta Quadro. Dokonał on przebudowy obiektu. Jego fasada jest przykładem serliowskiej interpretacji porządku toskańsko-doryckiego. W 1997 zrekonstruowano dekorację sieni na podstawie źródeł XIX-wiecznych. Z XV wieku pochodzi także kamienica pod numerem trzynastym. Przebudowano ją w XVII wieku (zachowane drewniane stropy z tego czasu). Jest to jeden z nielicznych na poznańskim Starym Mieście obiektów, który zachował mury z XV i XVI wieku, jak również sklepione piwnice z tej epoki. Fasadę zdobią rokokowe sztukaterie. Na narożniku ulicy Gołębiej stoi kamienica pod numerem piętnastym (tzw. Palazzo Rosso), w obecnej formie z 1866, a u wylotu w kierunku ulicy Janiny Lewandowskiej dawny Hotel Saski, goszczący m.in. Napoleona Bonaparte. Naprzeciw hotelu stoi kamienica nazywana dawniej Zieloną Apteką (jej właścicielem był od 1906 Tadeusz Wituski, przodek późniejszego prezydenta Poznania, Andrzeja Wituskiego). Na jej elewacji wisi tablica z lat 30. XX wieku upamiętniająca udział marynarzy w powstaniu wielkopolskim. Wartościowym architektonicznie obiektem jest też dawny dom handlowy Deierling-Morgenstern (główne wejście od ul. Szkolnej).
W ciągu ulicy zlokalizowana była Brama Wrocławska stanowiąca element murów miejskich (rozebrana w XIX wieku). W 1574 przejeżdżał nią uroczyście, przybywając z Francji, król Henryk Walezy. Kilkakrotnie przechodził nią Napoleon Bonaparte, w tym w 1813, w towarzystwie Joachima Murata, wracając z Rosji. 
W okresie międzywojennym przy ulicy znajdowały się różne przedsiębiorstwa, m.in. drukarnia Józefa Kapeli z Trzemeszna (nr 18, potem nr 15) założona w 1896 i prowadzona potem przez jego syna, Bolesława, powstańca wielkopolskiego. Mieszkał tu historyk Kazimierz Krotoski. Prostopadle do kamienicy Kapeli stał budynek Liceum Handlowego z 1798 z barokowo-klasycystyczną fasadą, który potem mieścił Szkołę Realną, poprzedniczkę Gimnazjum Bergera, przeniesionego następnie na ulicę Strzelecką. Jej absolwentem był m.in. Hipolit Cegielski. Działał tu także wydział tekstylny Szkoły Sztuki Zdobniczej, któremu przewodził Karol Zyndram Maszkowski. Od 1927 umieszczono w tym miejscu Biblioteką i Czytelnię im. Kraszewskiego przeniesione z Biblioteki Raczyńskich. Budynek rozebrano w 1938 pod budowę przedłużenia ulicy Podgórnej ku wschodowi razem z sąsiednim z 1800, w którym funkcjonowało Konserwatorium Muzyczne, zarządzane m.in. przez Henryka Opieńskiego. W kamienicy obok Hotelu Saskiego istniał sklep konfekcyjny Edmunda Rychtera, a obok niego działała w pierwszej połowie XIX wieku Oberża pod Rycerzem, miejsce spotkań polskich patriotów okresu Wiosny Ludów. W pobliżu Rynku zamieszkiwał przez krótki czas prozaik i poeta młodopolski, Artur Górski. W kamienicy pod numerem szóstym funkcjonowały w okresie napoleońskim biura Prefektury Departamentu Poznańskiego. Urzędował tu prefekt Józef Poniński, a w czasie powstania wielkopolskiego urządzono tu jedną z tanich kuchni miejskich. Budynek pomiędzy ulicami Gołębią i Jaskółczą był prawdopodobnie mieszkaniem działacza patriotycznego i księgarza, Walentego Stefańskiego. W 1839 założył on tutaj drukarnię. W tym samym budynku zamieszkiwał piwowar i filantrop, Stanisław Kolanowski. Kierował on pracami porządkowymi na cmentarzu świętowojciechowym. Kolejną kamienicę zajmował Zakład dla Starców imienia Garczyńskiego, gdzie mieszkał dr Romuald Wierzbicki, założyciel i wydawca tygodnika Medycyna oraz wydawca Nowin Lekarskich, jak również profesorowie Tadeusz Silnicki (prawnik) oraz Czesław Znamierowski (filozof prawa). W domu, który stał tu uprzednio 30 kwietnia 1871 powołano do życia Związek Spółek Gospodarczych i Zarobkowych, instytucję zasłużoną potem dla rozwoju polskich banków ludowych. 

## Transport
Od początku istnienia miasta ulica należała do najruchliwszych. Od 1898 kursował nią tramwaj elektryczny z Jeżyc do Bramy Wildeckiej. Linia była na tym odcinku jednotorowa i miała ostre łuki pod kątem prostym (przy Starym Rynku i Placu Wiosny Ludów). Ruch tramwajów regulowała sygnalizacja świetlna (światła czerwone i zielone).  Latem 1892 wóz konny przejechał tutaj przyrodnika Brunona Józefa Szafarkiewicza, który w wyniku doznanych obrażeń zmarł kilka dni później.